# Tiphia mutata
Tiphia mutata (лат.) — вид ос рода Tiphia из семейства Tiphiidae (Hymenoptera). Китай.

## Описание
Жалящие перепончатокрылые. Этот вид может быть распознан по следующей комбинации признаков: проподеальная ареола с одним дополнительным продольным выступом между медиальным продольным выступом и латеральным выступом; тегула более чем в 1,5 раза длиннее средней ширины; дорсальная поверхность проподеума латерально без короткого поперечного киля за пределами ареолы; латеральный киль и медиальный продольный киль проподеальной ареолы без дублирующего киля; внутренняя поверхность заднего базитарзуса медиально без продольной бороздки. Усики самок 12-члениковые, а у самцов состоят из 13 сегментов. Мезоскутум с передней медиальной бороздкой и нотаулусом. Личинки предположительно, как и близкие виды, паразитируют на пластинчатоусых жуках (Scarabaeidae). Вид был впервые описан в 1995 году, а его валидный статус подтверждён в ходе ревизии, проведённой в 2023 году китайскими энтомологами Qian Han, Bin Chen и Ting-Jing Li (Chongqing Normal University, Чунцин, Китай). Включён в состав номинативного подрода Tiphia (Tiphia).